# Strongylocentrotus pulchellus
Strongylocentrotus pulchellus (лат.) — вид морских ежей из семейства Strongylocentrotidae.

## Внешний вид и строение
Панцирь светлый с вертикальными полосами фиолетового или коричневато-зеленого цвета. Первичные иглы коричневато-фиолетовые с белыми кончиками, значительно длиннее вторичных игл.

## Распространение места обитания
Strongylocentrotus pulchellus водится на глубине от 0 до 225 м, обычно от 8 до 40 м. Любит песчаное или илистое дно с небольшим количеством камней.
Населяет в Японское море от залива Посьета до Татарского пролива, юго-западную часть Охотского моря, воды у Курильских островов и юго-восточного побережья Камчатки.